# Abbaye Saint-Bède
L'abbaye Saint-Bède (Saint Bede Abbey), est une abbaye bénédictine autonome appartenant à la congrégation américano-cassinaise au sein de la confédération bénédictine. Elle se trouve aux États-Unis à Peru (Illinois).

## Histoire
L'abbaye a été fondée en 1891 par six moines venus de l'abbaye Saint-Vincent de Latrobe pour subvenir au début aux besoins spirituels des migrants catholiques, dans le diocèse de Peoria.
La nouvelle abbaye fonde une école avec le soutien de l'abbaye Saint-Vincent de Latrobe. C'est en 1910 que l'abbaye Saint-Bède devient une abbaye indépendante, lorsque 13 moines transfèrent en ce lieu leur vœu de stabilité monastique.
Les moines bénédictins sont en 2004 au nombre de 35. En plus de leurs vœux religieux, ils ont fait vœu de stabilité, s'engageant à rester toute leur vie à l'abbaye.
Les moines s'occupent particulièrement d'études, de liturgie et de recherches œcuméniques sous le patronage de saint Bède, moine lettré (672-735). Ils dirigent une maison d'édition, Academy Abbey Press, et reçoivent pour des séjours spirituels, des retraites et des conférences.
Ils assurent aussi le ministère paroissial local,. Ils visitent aussi les paroissiens des autres églises de la région, et y célèbrent la messe. Ils dispensent également des soins infirmiers à domicile.
Le centenaire de l'abbaye est célébré en septembre 2010, incluant notamment une messe d'action de grâce le 6 septembre. L'abbé de Saint-Bède, Claude Peifer, en est le principal célébrant, entouré de plusieurs archi-abbés et abbés. Il y a alors 25 moines ; 85 autres moines les ont précédés, enterrés dans le cimetière de l'abbaye.
L'abbaye est implantée sur un vaste terrain boisé, et dispose aussi de terres agricoles et d'un verger de 300 arbres fruitiers. Elle produit du cidre et du miel vendu dans la vallée de l'Illinois.
Financièrement, la plupart des activités pastorales de l'abbaye ne génèrent pas de revenus. La communauté subsiste par sa production boulangère et culinaire, par la rémunération de ceux qui enseignent à la St Bede Academy, par la vente de cartes de Noël, livres de cuisine, bougies en cire d'abeilles et produits divers au « marché des moines », par une collecte régulière et avec une aide de la Caisse de retraite des religieux,.

## Enseignement
les moines ont ouvert un collège-internat pour garçons en 1891 qui s'est transformé en Junior College avec internat après 1945 et qui a fermé en 1967.
Les moines ont rouvert un externat mixte en 1972, la St Bede Academy, qui accueille 280 élèves en 2009.
Le P. Dominique Garramone prodigue un enseignement culinaire réputé.